# Howdy Wilcox
Howard Samuel „Howdy” Wilcox (ur. 24 czerwca 1889 roku w Crawfordsville, zm. 4 września 1923 roku w Tipton) – amerykański kierowca wyścigowy.

## Kariera
W swojej karierze Wilcox startował głównie w Stanach Zjednoczonych w mistrzostwach AAA Championship Car oraz towarzyszącym mistrzostwom słynnym wyścigu Indianapolis 500, będącym w latach 1923-1930 jednym z wyścigów Grandes Épreuves. W pierwszym sezonie startów, w 1910 roku odniósł jedno zwycięstwo. Z dorobkiem 200 punktów został sklasyfikowany na dziewiętnastej pozycji w klasyfikacji generalnej. Dwa lata później dwukrotnie stawał na podium. Uzbierane 254 punktów dało mu dziesiąte miejsce w klasyfikacji mistrzostw. W sezonie 1922 zakończył wyścig na torze Indianapolis Motor Speedway na dziewiątym miejscu, plasując się ostatecznie na szesnastej pozycji w klasyfikacji generalnej. W 1915 roku Amerykanin startował w Indy 500 z pole position. Nie zdołał jednak obronić pierwszej pozycji i dojechał do mety na siódmym miejscu. Z dorobkiem 790 punktów zakończył sezon mistrzostw na dwunastym miejscu, dwukrotnie stawając na podium. Rok później powtórzył wynik z poprzedniego sezonu w Indy 500. W mistrzostwach AAA Championship Car dwukrotnie stawał na podium, w tym raz na jego najwyższym stopniu. Z dorobkiem 618 punktów został sklasyfikowany na jedenastej pozycji w końcowej klasyfikacji kierowców. W 1919 roku wystartował w dwóch wyścigach mistrzostw i w obu stawał na podium, a w słynnym wyścigu na torze Indianapolis Motor Speedway był najlepszy. Uzbierane 1110 punktów dało mu tytuł mistrza serii. W kolejnych latach nie dojeżdżał do mety Indianapolis 500. Ostatnie zwycięstwo w wyścigu mistrzostw AAA odniósł w 1923 roku. Zginął w wypadku podczas wyścigu na torze Altoona Speedway.